# Watertoren (Enschede Hoog & Droog)
De watertoren in Enschede is ontworpen door architect N. Biezeveld en werd gebouwd in 1890. De watertoren heeft een hoogte van 40 meter. De toren, die aan de Hoog & Droog staat, heeft een ijzeren hangbodemreservoir met een inhoud van 300 m³. In 1956 is de toren voor het laatst gerenoveerd. Vanaf 2019 is Ingenieursbureau CLAFIS gevestigd in de Watertoren.